# 스테이지 다이빙

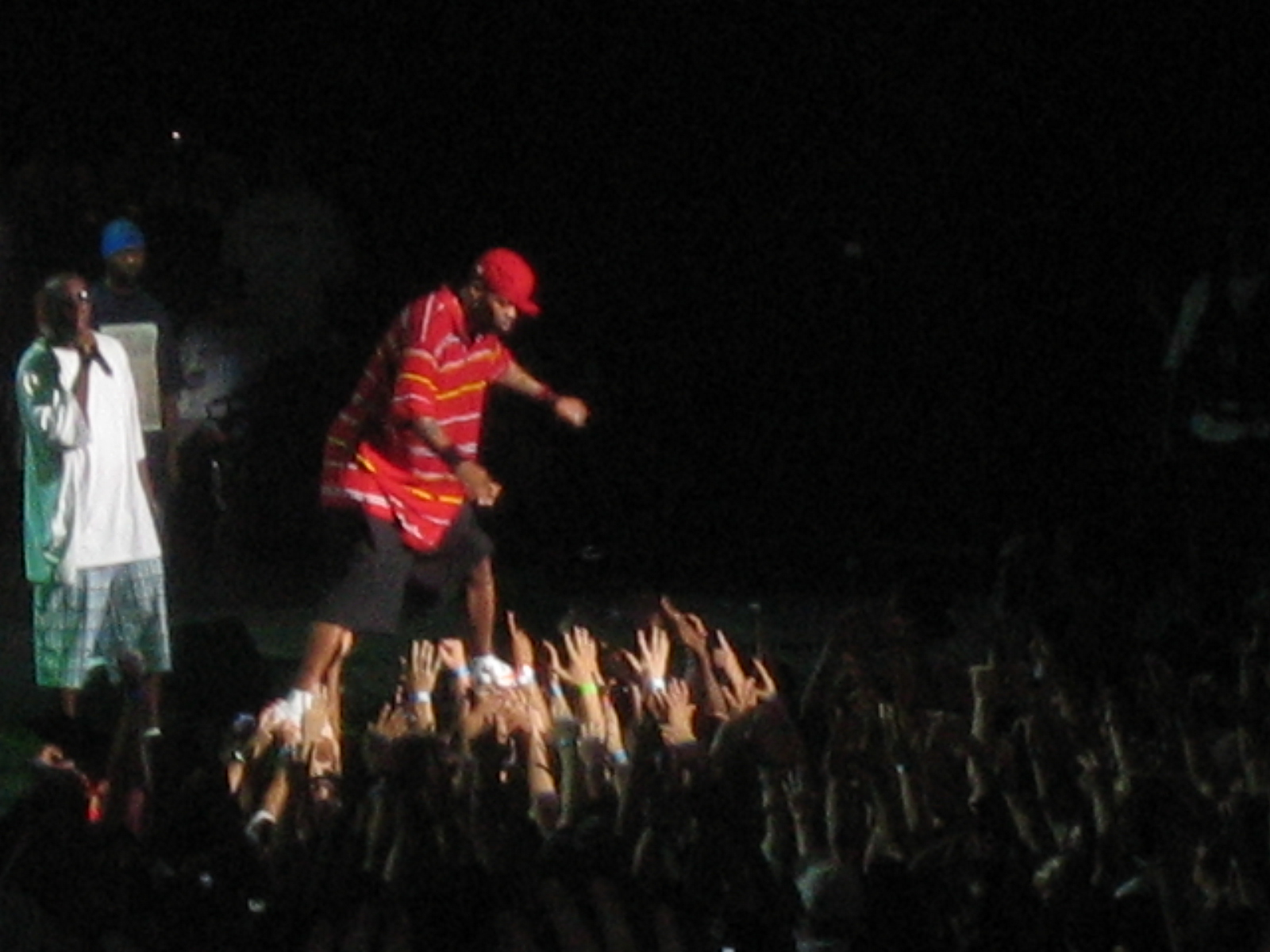
스테이지 다이빙을 준비하는 메소드 맨

스테이지 다이빙(Stage diving)은 콘서트 도중 음악가가 관객으로 뛰어내리는 것을 말한다.

## 같이 보기
- 크라우드 서핑
- 헤드뱅잉